# Relaciones Chile-Granada
Las relaciones Chile-Granada son las relaciones internacionales entre la República de Chile y Granada.

## Historia

### sigloXX
Las relaciones diplomáticas entre Chile y Granada fueron establecidas en 1975.

## Relaciones comerciales
En 2022, el intercambio comercial entre ambos países ascendió a los 0,53 millones de dólares estadounidenses, lo que supuso un 48,7% de crecimiento promedio anual en los últimos cinco años. Los principales productos exportados por Chile fueron madera de coníferas y vinos, mientras que Granada exportó instrumentos musicales de percusión y videocámaras.

## Misiones diplomáticas
- La embajada de Chile en Trinidad y Tobago concurre con representación diplomática a Granada en materias políticas,[3] mientras que para los asuntos consulares la representación chilena la efectúa el consulado general de Chile en Puerto España.[4] Además, Chile cuenta con un consulado honorario en Saint George.[5]
- La embajada de Granada en Venezuela concurre con representación diplomática a Chile en materias políticas, mientras que para los asuntos consulares la representación granadina la efectúa la Sección Consular de Granada en Caracas.